# Luc Michel (militant)
Pour les articles homonymes, voir Luc Michel et Michel.
Luc Michel, né le 14 janvier 1958 et mort le 1er avril 2025, est un militant politique belge d'extrême droite et géopoliticien panafricaniste. Il est surnommé le « panafricaniste blanc ».
Membre de la Fédération d'action nationale et européenne (FANE) néo-nazie, il fonde le Parti communautaire national-européen (PCN-NCP) en 1984.
Il est ancien conseiller de Pierre Nkurunziza au Burundi.

## Biographie

### Début
Luc Michel est originaire de Charleroi.
Très tôt engagé en politique, il fait ses premières armes au sein des NEM-Clubs (Clubs liés au périodique Nouvelle Europe Magazine) au Front de la jeunesse, puis il fonde, en 1977, le groupe Occident 2000. À cette époque, il participe au comité de rédaction du bulletin français néo-nazi Notre Europe et participe, comme representant de la Belgique, au Conseil fasciste européen réuni par la Fédération d'action nationale et européenne à Paris en 1980,. Selon Walter De Bock, il fréquente à cette époque : « la Fane française, le Parti européen belge, le Vlaamse Militanten Orde, la revue suisse Le Courrier du continent, des groupes ou revues de tendance néo-nazie ».
Avec d'anciens membres du Parti des forces nouvelles et du Mouvement socialiste populaire, il fonde en 1981 le Front nationaliste, qui fusionne en 1982 avec l'équipe de la revue Conscience européenne.
En 1984, avec ses alliés précités, et l'aide de Jean Thiriart, l'ancien dirigeant du mouvement Jeune Europe (1962-1969), il fonde le Parti communautaire national-européen (PCN-NCP), un groupuscule qui participe à la vie de l'extrême-droite belge. 
En 1991, il dépose des listes aux municipales en coalition avec le Parti des forces nouvelles et la Ligue Le Pen.

### Carrière
Luc Michel a établi des contacts avec le régime libyen, et en août 2003, a organisé avec son aide la quatrième université d'été pour les mouvements verts, pacifistes et alternatifs en Europe afin de tenter d'encourager la coopération entre des éléments de l'extrême droite et de l'extrême gauche. 
Luc Michel se consacre principalement depuis 2006 à l'animation d'une ONG d'extrême-droite, l'Eurasian Observatory for Democracy and Elections (en) (Eode), un organisme que Libération présente comme « chargé de superviser des élections dans des États à la démocratie douteuse », notamment en Moldavie ou le référendum de 2014 en Crimée, ainsi que les élections de novembre 2014 dans les républiques séparatistes de Donetsk et de Louhansk.
Un temps éditeur, Luc Michel a dirigé les Éditions Machiavel, liées au PCN, et a édité quelques revues – dont La Cause des peuples, Conscience européenne, Nation Europe, L’Europe communautaire - toutes disparues.
En 2016, il devient conseiller du régime du Burundi, et notamment du président de la République Pierre Nkurunziza, qu'il incite à ne pas dialoguer avec l’opposition. Il explique son soutien par son interprétation de la crise politique burundaise de 2015 comme une révolution de couleur, et voit en Nkurunziza l'un des dirigeants africains « persécutés par le néocolonialisme » et par le milliardaire George Soros, « un cache-nez du gouvernement américain ». Dans le même temps, il apporte son soutien à Joseph Kabila, président de la République démocratique du Congo, et au régime de Teodoro Obiang Nguema Mbasogo en Guinée équatoriale.
Luc Michel travaille pour "Afrique Media TV", et se présente comme un "expert en géopolitique" lors d’interviews sur des médias africains et rédige des "analyses" qui apparaissent également sur les chaînes de télévision africaines et Afrique media.

### Décès
Luc Michel meurt le 1er avril 2025, des suites d'une longue maladie, après une hospitalisation de plusieurs mois.

### Idées
Les grands axes de son combat politique sont l’unité de l’Europe de Reykjavik à Vladivostok et la lutte contre «l' impérialisme américano-sioniste », appuyant sa lutte sur le rejet de l'OTAN et la défense des chefs d'État, généralement classés parmi les dictateurs, qui ont, dans l'histoire, associé une forme de socialisme et de nationalisme  .
« Son rêve », selon Manuel Abramowicz, rédacteur en chef de Résistances.be, observatoire de l’extrême-droite belge, « c’est la création d’un empire européen du Portugal jusqu’au fin fond de la Russie ».
Il est également partisan du panafricanisme, visant à l'unité du continent africain.
Il défend l’idée d’un “axe eurasien” Chine, Russie, et Iran, comme alternative à l’hégémonie occidentale, et plaidant pour un tribunal international en Chine afin de juger les crimes coloniaux.
Il indique avoir été influencé très jeune par les travaux de l'historien Jean-Pierre Faye sur la révolution conservatrice.
Selon des recherches menées par la BBC et Logically, il était également à l'origine de Russosphere, un réseau social africain francophone et un réseau de fausses informations diffusant une propagande prorusse et anti-occidentale en Afrique,.
Luc Michel est impliqué dans le mouvement de la « République de Détroit », une campagne visant à créer une république séparatiste aux États-Unis. Walter de l'institut Logically a déclaré que, même si ce mouvement était un « spectacle secondaire étrange » sans grand impact ni influence, son message faisait écho à celui de la russosphère, et comme le « modèle de propagande russe ».
Luc Michel a des liens avec plusieurs membres du Vlaams Belang, dont Frank Creyelman.